# Madonna della Gamba

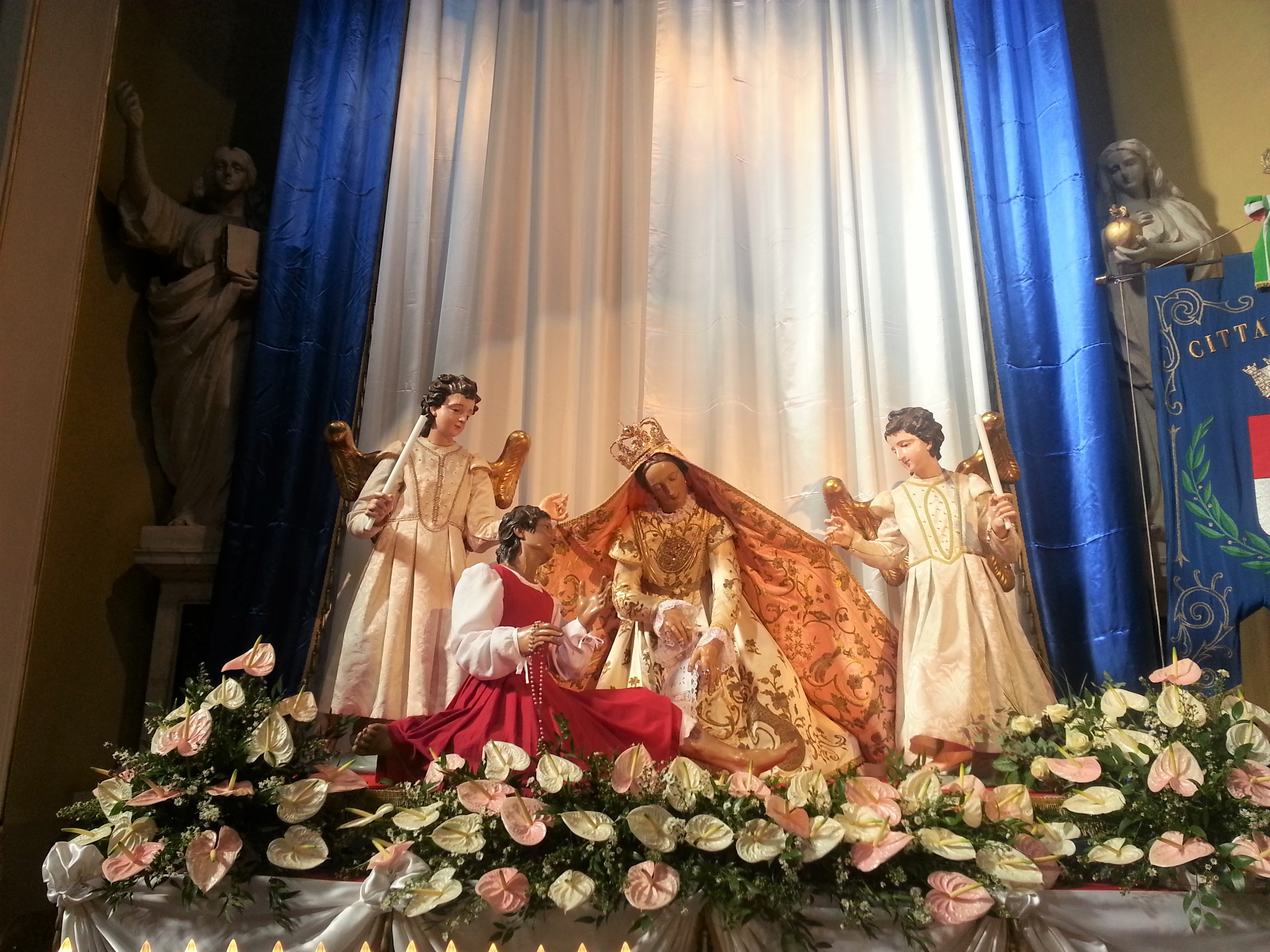
Madonna della Gamba con Verturina e due angeli

Madonna della Gamba o Vergine del miracolo sono gli l'appellativi con cui i cattolici venerano Maria, in seguito all'apparizione che avrebbe avuto una giovane di nome Ventura, gravemente malata, nella sua abitazione a Desenzano al Serio, frazione di Albino in provincia di Bergamo, il 9 ottobre 1440, in seguito alla quale sarebbe miracolosamente guarita.

## L'evento

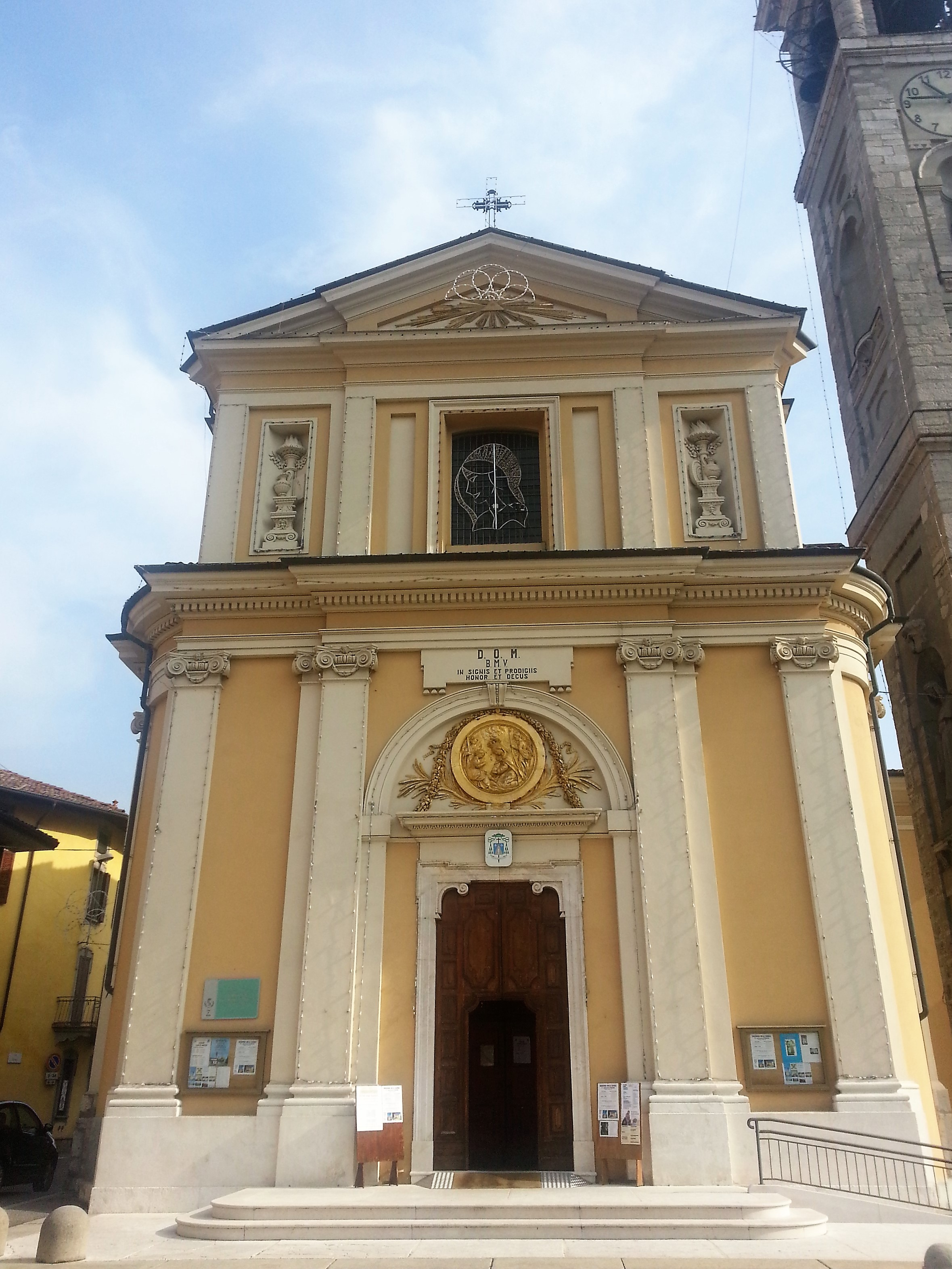
Santuario della Madonna della gamba - facciata

L'apparizione della Madonna a Venturina, di soli undici anni, sofferente per una grave infezione alla gamba sinistra, e il corrispondente miracolo di guarigione, sarebbero avvenuti secondo la tradizione cattolica a Desenzano al Serio il 9 ottobre 1440.. L'apparizione sarebbe stata riportata anche in un atto notarile.
La giovane era figlia di un povero contadino della frazione, Andreolo dei Bonelli. La madre l'aveva accompagnata nella vicina località di Comenduno, per farla curare dalla gangrena che le stava consumando la gamba sinistra cusandole forti dolori. I medici consigliarono come unico rimedio l'amputazione dell'arto ma la madre, disperata sia per le condizioni di salute della figlia sia per la situazione economica che non le avrebbe consentito il pagamento dell'intervento, se la caricò sulle spalle per fare ritorno a casa, non potendo la poveretta più camminare. Ma il peso della figlia non le permise di raggiungere il paese, dovette quindi fermarsi nella chiesa di San Pietro (alcune fonti indicano la chiesa della Ripa, che però risulta costruita successivamente)), che si trovava a metà strada. Le due donne pregarono la Madonna, poi la madre usci a cercare alcune erbe ma venne assalita da un animale nero e feroce che le strappò un lembo del vestito per poi lasciarlo in un campo. Impaurite le donne ripresero il cammino arrivando a dimora quando ormai era sera inoltrata. 
La povera disgraziata non riuscendo a superare la notte dai dolori, strisciò fino alla porta di casa, vide in cielo una grande luce, e una Signora ben vestita che le sollevò la veste toccandole la piaga che aveva alla gamba. Poi prese un poco di terra, la bagnò con la sua saliva e la posò sulla gamba malata che avvolse con una bianca benda presa dal suo seno.
La signora si presentò alla giovane dicendole di essere la Madonna e ordinandole di tornare, appena si fosse fatto giorno, nel campo dove la madre era stata aggredita, di raccogliere il lembo di veste strappata e di gettarlo nell'ossario che era nel cimitero. Avrebbe poi dovuto prendere la benda con cui aveva avvolto la gamba per depositarla in una fessura della roccia nella località Ripa dove avrebbe dovuto fare costruire una edicola con la sua immagine con in braccio il Bambino. La giovane risposte che le sue condizioni fisiche non le avrebbero permesso di eseguire quanto ordinato, ma la Madonna la rassicurò sulla guarigione. Il mattino seguente Venturina era guarita e eseguì quanto ordinato dalla Madonna.

## La venerazione
Puella quaedam fuit Bergomensis, Ventura nomine, annorum undecim, nata patre Andriolo de Bonellis de Disenzano Vallis Serianae Inferioris, admodum pauper, et egena, et in crure sinistro quindecim menses gravi morbo laboravit, quo in dies crescente ipsum crus intra genu totum arefactum est, nec vivebat in eo quicquam, excepto quodam nervulo, qui tibiam cum genu copulabat…”»

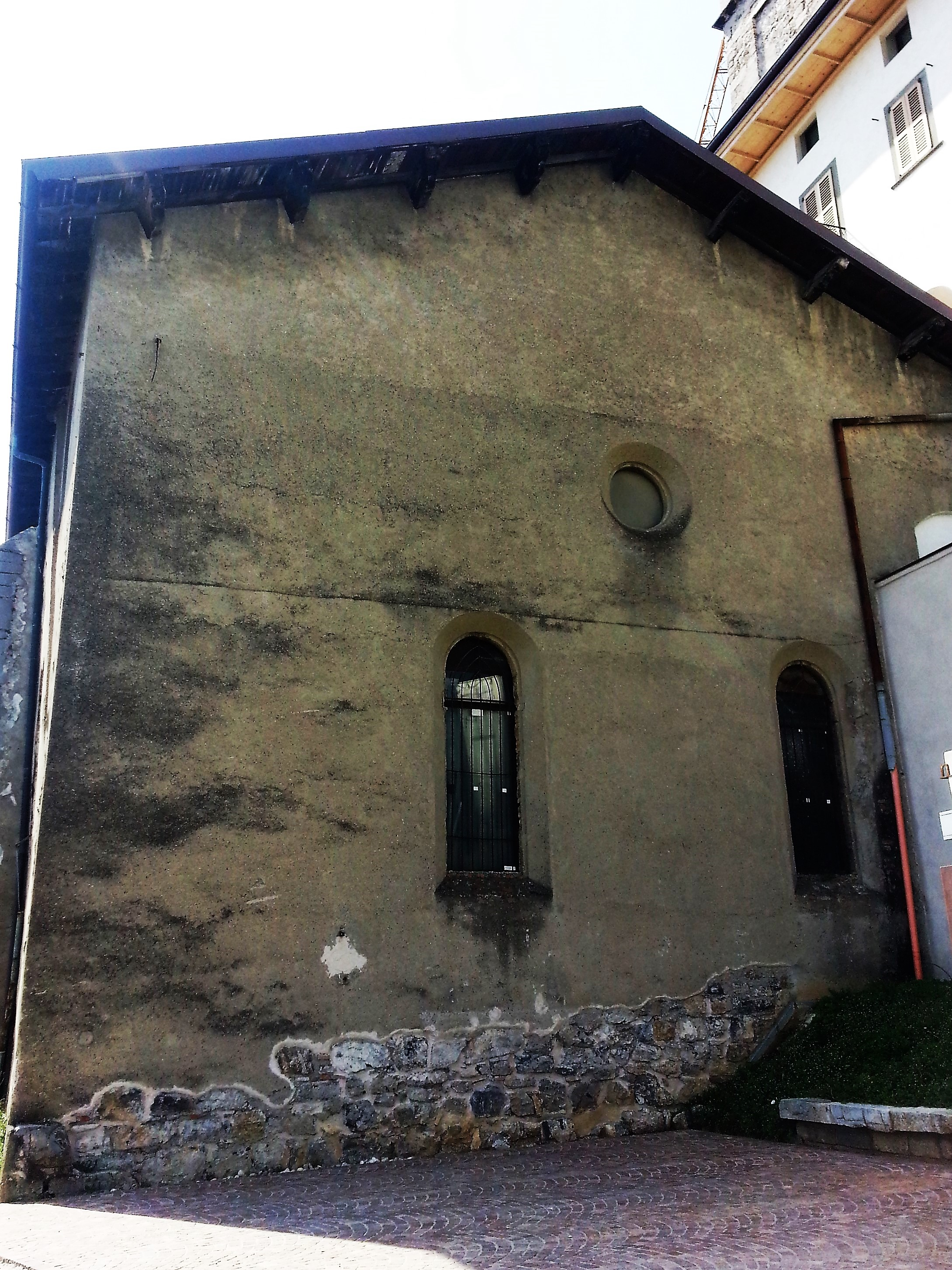
Santa Maria della Ripa

Moltissimi furono i testimoni che sottoscrissero dal notaio Gabriele du Giuseppe dei Borelli di Desenzano l'atto notarile che testimoniasse la guarigione.. Venne costruita l'edicola con le raffigurazioni della Madonna con il Bambino con l'aiuto degli abitanti del paese.
Nel 1463 Concino (o Conzino) dei Signori di Comenduno, avendo avuto la guarigione delle sue figlie da alcune malattie, fece sostituire la bacheca con la chiesa intitolata alla Vergine dalla Natività, nel 1466 venne costruito il grande convento dei carmelitani. Successivamente, per soddisfare il grande afflusso dei pellegrini venne costruita una seconda chiesa collegata alla precedente intitolata all'Annunciazione.
L'abitazione dove la fanciulla aveva avuto l'apparizione, nel 1579 divenne una piccola chiesa, grazie alla donazione testamentaria lasciata da Giovan Battista Marinoni detto il Bettoni, che venne ingrandita e ristrutturata nel 1740 da Giovan Battista Caniana  diventando il Santuario della Madonna della Gamba..
Nel 1934 Guido Gambarini musicò un inno mariano che viene suonato nei giorni della ricorrenza.